# Andinobates minutus
Espèce
Synonymes
- Dendrobates minutus Shreve, 1935
- Ranitomeya minuta (Shreve, 1935)
- Dendrobates shrevei Dunn, 1940

Statut de conservation UICN

 LC  : Préoccupation mineure
Statut CITES
Andinobates minutus est une espèce d'amphibiens de la famille des Dendrobatidae.

## Répartition
Cette espèce se rencontre au Panama et en Colombie dans les départements de Chocó, Valle del Cauca et Cauca. Elle est présente du niveau de la mer jusqu'à 1 000 m d'altitude.

## Description
Les mâles mesurent de 12 à 15 mm et les femelles de 12 à 15,5 mm.

## Étymologie
Son nom d'espèce du latin minutus, menu, mince, lui a été donné en référence à sa petite taille.

## Publication originale
- Shreve, 1935 : On a new teiid and Amphibia from Panama, Ecuador and Paraguay. Occasional Papers of the Boston Society of Natural History, vol. 8, p. 209-218 (texte intégral).